# Zabolottea, Liuboml
Zabolottea (în ucraineană За́болоття) este localitatea de reședință a comunei Zabolottea din raionul Liuboml, regiunea Volînia, Ucraina.

## Demografie
Componența lingvistică a localității Zabolottea
     Ucraineană (100%)
Conform recensământului din 2001, toată populația localității Zabolottea era vorbitoare de ucraineană (100%).